# Polana Puczatina

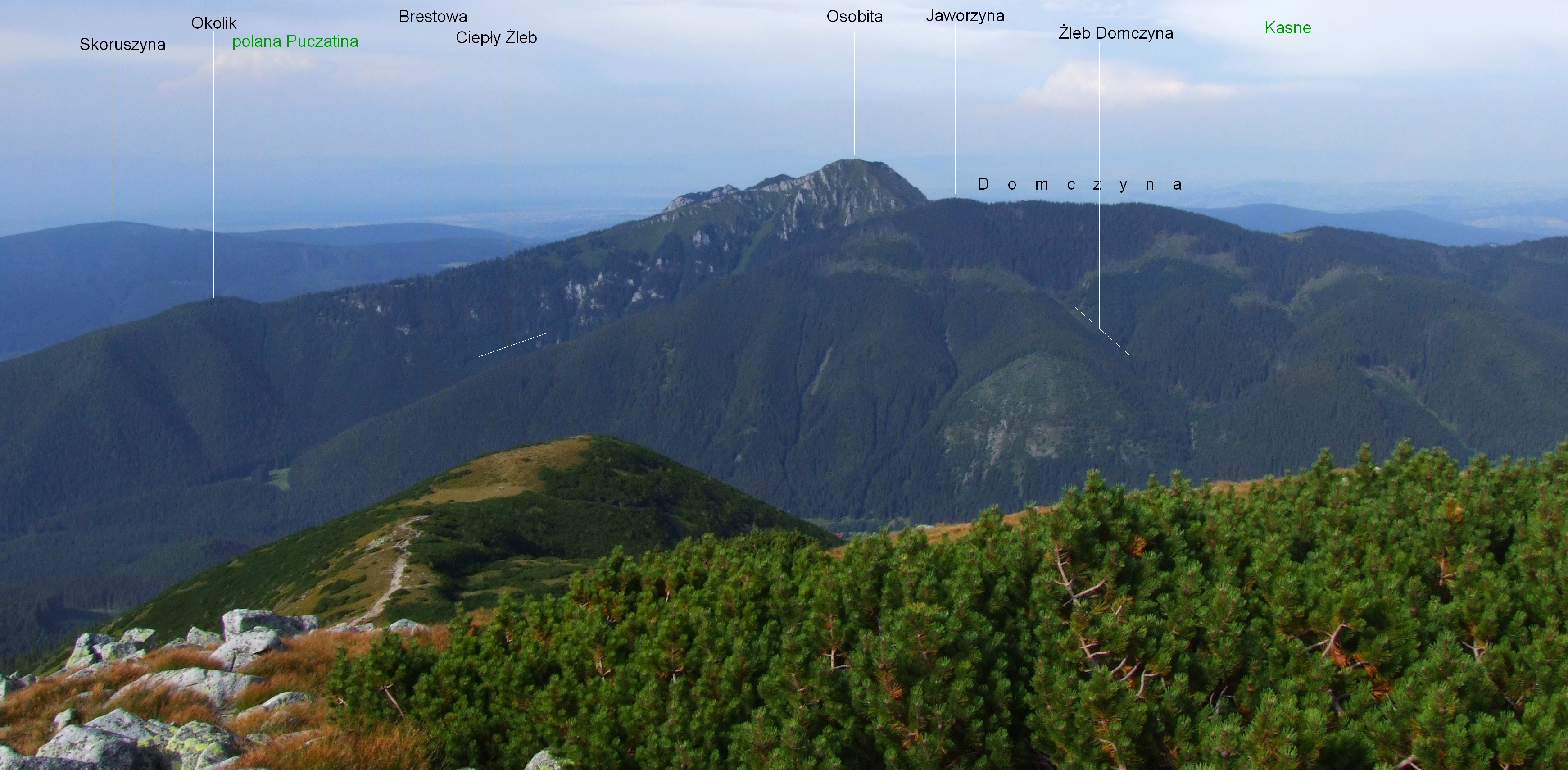
Widok z Salatyńskiego Wierchu

Polana Puczatina lub Jaworzynka (słow. Pučatina poľana) – polana w Dolinie Zuberskiej w słowackich Tatrach Zachodnich. Znajduje się w dolnej części Ciepłego Żlebu – orograficznie prawego odgałęzienia tej doliny. Nazwę polana Puczatina podaje przewodnik Tatry Zachodnie. Słowacja i mapa Tatr Zachodnich, Józef Nyka używa nazwy Jaworzynka.
Polana Puczatina (Jaworzynka) położona jest na wysokości około 1000–1100 m, jak pisze J. Nyka, „w otoczeniu wspaniałych leśnych uboczy”. Znajduje się na chronionym prawnie obszarze parku narodowego. Na jej obrzeżach stoją dwie ambony myśliwskie i paśnik dla zwierzyny. Józef Nyka tak pisze o tych ambonach i paśniku: „trudno dociec, czy służą do obserwacji zwierząt, czy też Tatry Zachodnie nadal stanowią teren łowów dla uprzywilejowanych myśliwych”.
Według Nyki nazwa polany Jaworzynka pochodzi zapewne od jaworów, podobnie zresztą jak nazwa całej doliny (dla Ciepłego Żlebu Nyka podaje inną nazwę – dolina Jaworzynka). Dawniej wypasali tutaj swoje stada mieszkańcy miejscowości Zabiedowo (dawniej Zabidów). Obrzeżem polany prowadzi szlak turystyczny.

## Szlaki turystyczne
Zwierówka – Przełęcz pod Osobitą – Grześ:
- Czas przejścia ze Zwierówki na Przełęcz pod Osobitą: 2:05 h, ↓ 1:30 h
- Czas przejścia z przełęczy na Grzesia: 2 h, ↓ 1:50 h